# Brooklyn Park (Minnesota)
Brooklyn Park – miasto w północnej części Stanów Zjednoczonych, w stanie Minnesota. Położone w hrabstwie Hennepin.